# Jan Krzek
Jan Krzek (ur. 1946, zm. 1 lutego 2015) – polski farmaceuta, profesor dr hab., dziekan Wydziału Farmaceutycznego UJ.

## Życiorys
W 1970 ukończył studia farmacji aptecznej w Akademii Medycznej w Krakowie,  w 1978 obronił pracę doktorską, w 1997 habilitował się na podstawie pracy zatytułowanej Analityczna ocena jakości leków sporządzanych w aptekach. W 2004 uzyskał tytuł profesora nauk farmaceutycznych. Pracował w Katedrze Chemii Nieorganicznej i Analitycznej na Wydziale Farmaceutycznym z Oddziałem Analityki Medycznej Collegium Medicum Uniwersytetu Jagiellońskiego.

## Odznaczenia i wyróżnienia
- Srebrna Odznaka za Pracę dla Miasta Krakowa[3]
- Srebrny Krzyż Zasługi[3]
- Medal Komisji Edukacji Narodowej[3]